# Masarykovy sady (Josefov)
Masarykovy sady (také Sady T. G. Masaryka) je městský park v Jaroměři-Josefově v okrese Náchod.
Park několikrát změnil název. Původně byl nazýván po zakladateli Mayerovy sady, případně také Důstojnické sady. V roce 1918 dostal název Masarykovy sady. Během německé okupace bylo používáno označení Hindenburg-Anlagen. Po druhé světové válce se v letech 1945–1949 opět používal název Masarykovy sady. Během komunistického režimu došlo k přejmenování na Sady míru.

## Historie
Na západní straně pevnosti v Josefově na návrší levého břehu Labe se dříve nalézala prostora o výměře takřka 60 jiter, která nemohla být kvůli svému kamenitému povrchu nijak obdělávána. Proto byla od zřízení pevnosti v roce 1787 používána jako vojenské cvičiště. Nacházel se tu i panský ovčín a dne 3. prosince 1783 tu byl popraven pro velezradu tesařský polír Ignác Pabl z Pardubic, jehož tělo viselo na šibenici až do 21. února následujícího roku, kdy bylo pochováno smiřickým pohodným.
Roku 1825 bylo toto místo přičiněním v Josefově velícího brigádníka (velitele brigády) a generálmajora Jana Mayera z Heldensfeldu proměněno v anglický park. Vojáci zde vysázeli místní i cizokrajné dřeviny, k nimž následně přibyly drobné prvky jako sedátka a besídky, které přinášely možnost odpočinku. Stromy i keře byly věnovány také  z okolních vesnic a místní občané přispěli i finančními částkami. Z vděčnosti k zakladateli obdržel park jméno Mayerovy sady, i když zároveň bylo využíváno pojmenování Důstojnické sady. V roce 1866, kdy probíhala prusko-rakouská válka, ale byly stromy v okolí josefovské pevnosti včetně parku vykáceny. Již brzy však došlo k obnově sadů a budování dalších
Uprostřed parku stával na nejvyšším místě červený altán s dalekými výhledy.
V roce 1923 byl v parku položen základní kámen památníku odboje. K realizaci památníků došlo v roce 1926 formou busty prvního československého prezidenta T. G. Masaryka.

## Stavby a prvky
V parku se nachází:

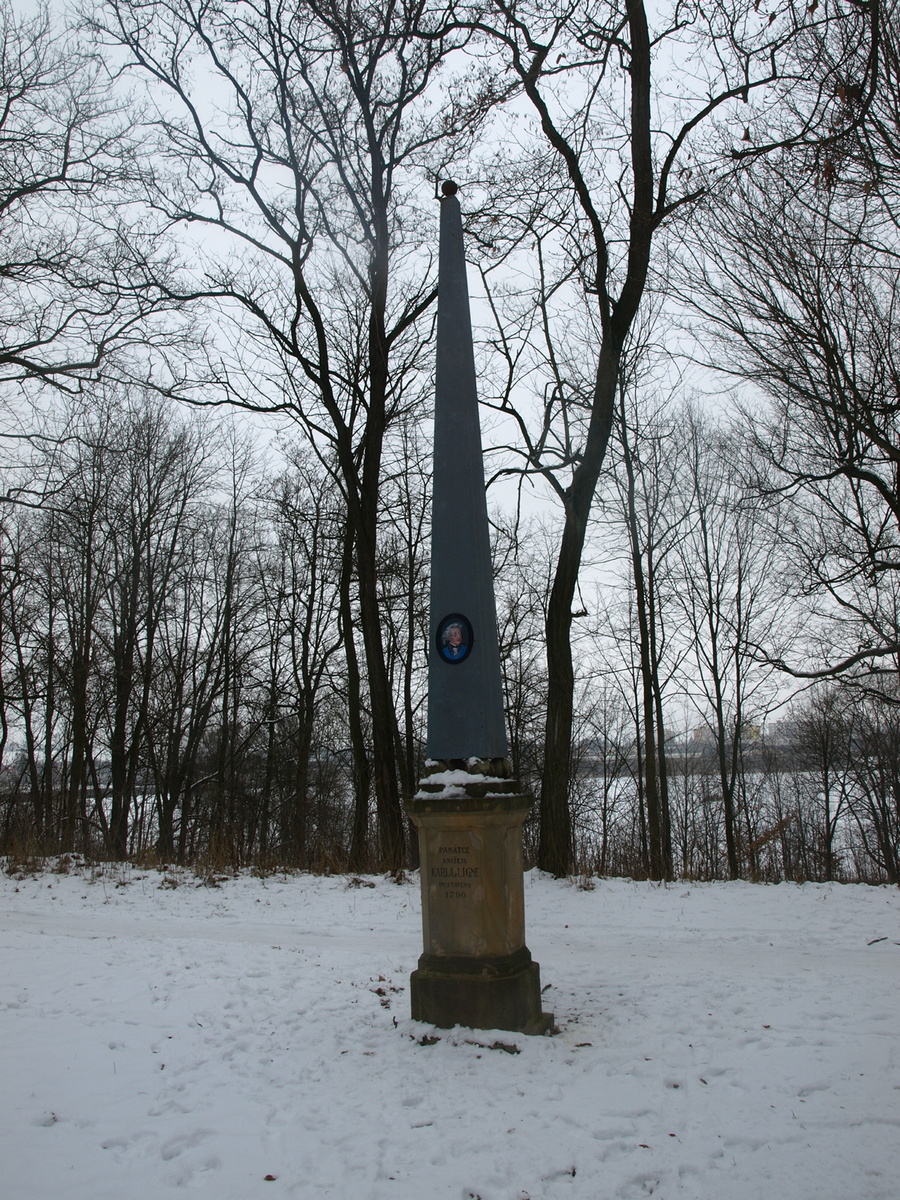
Obelisk knížete De Ligne

- pomník s bustou Tomáše Garrigua Masaryka, 1926/1994
- obelisk knížete De Ligne (původně na tzv. ostrově v Langewitzově aleji), 1796, památkově chráněno[6]
- smírčí kříž latinského typu o rozměrech 122 x 76 x 18 cm, památkově chráněno[7]
- hrob Katinky Betsageové, hrob těhotné, která spáchala sebevraždu z nešťastné lásky s poručíkem Famagollim (západní okraj parku), 1827, památkově chráněno[8]
- empírová váza (odcizena 2005, 2015 nahrazena kopií), památkově chráněno[2]